# Callyspongia tenerrima
Callyspongia tenerrima är en svampdjursart som beskrevs av Duchassaing och Giovanni Michelotti 1864. Callyspongia tenerrima ingår i släktet Callyspongia och familjen Callyspongiidae. Inga underarter finns listade i Catalogue of Life.